# Nuoto per salvamento ai Giochi mondiali 2022 - Staffetta 4×50 m ostacoli femminile
La gara dei Staffetta 4×50 m ostacoli femminile di nuoto per salvamento ai Giochi mondiali 2022 si è svolta il 10 luglio 2022 a Birmingham. Il programma non prevedeva turni preliminari ma solamente la finale.

## Risultati
| Pos      | Nazione  | Tempo   |
| -------- | -------- | ------- |
|          | Polonia  | 1:49.05 |
| Ungheria | 1:49.05  |         |
|          | Italia   | 1:49.32 |
| 4        | Francia  | 1:51.13 |
| 5        | Germania | 1:51.14 |
| 6        | Giappone | 1:53.15 |
| 7        | Spagna   | 1:53.50 |
| 8        | Belgio   | 1:55.66 |